# Machupicchu

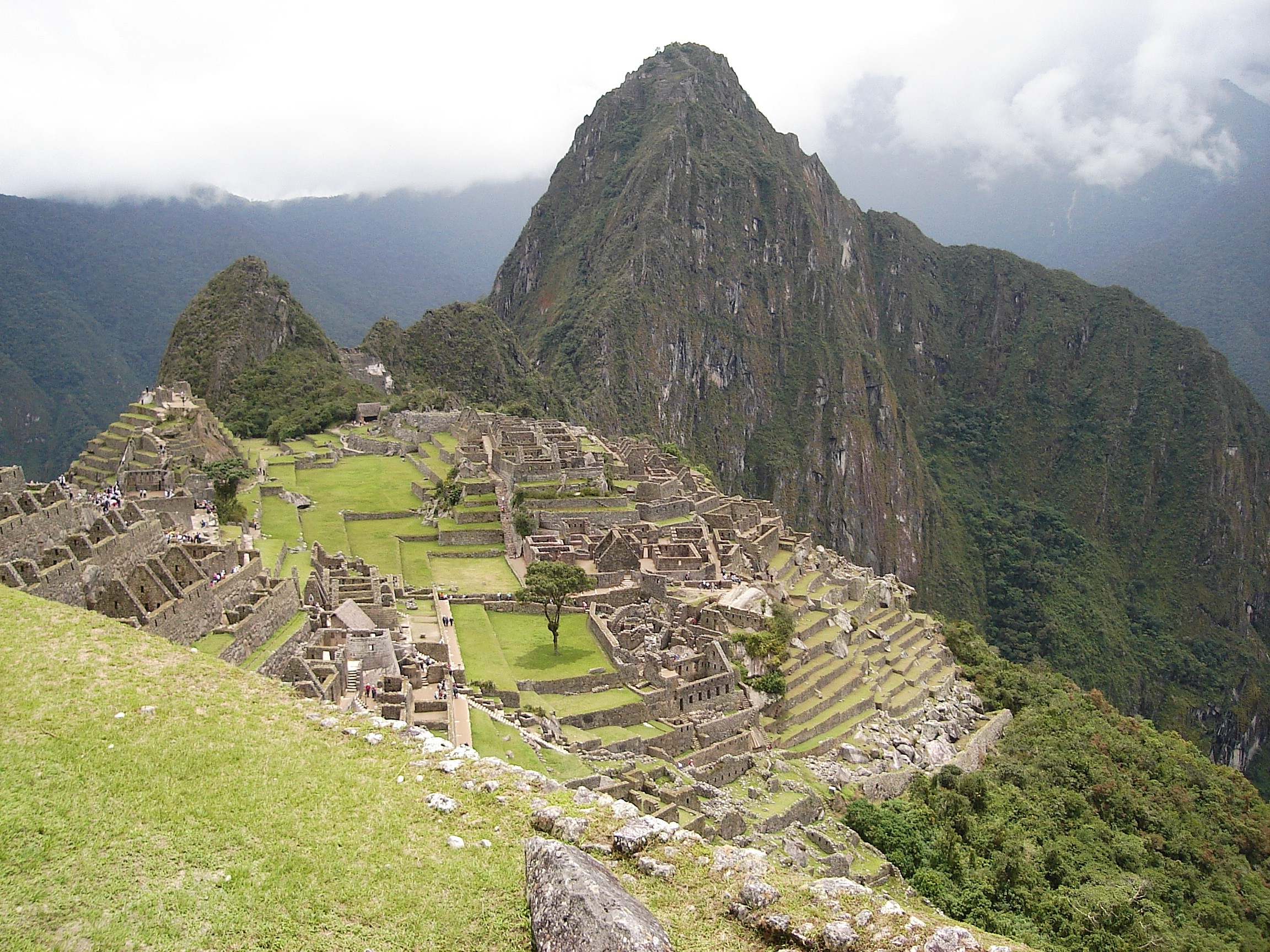
Vista Geral

O distrito peruano de Machupicchu  é um dos 7 distritos da Província de Urubamba, situase no Departamento de Cusco, perteneciente a Departamento de Cusco, Peru.

## Transporte
O distrito de Machupicchu é servido pela seguinte rodovia:
- CU-109, que liga o distrito de Mollepata à cidade de Santa Teresa [1][2][3]